# رامون سمپدرو
رامون سمپدرو (۵ ژانویه ۱۹۴۳ – ۱۲ ژانویه ۱۹۹۸) نویسنده و دریانوردی اسپانیایی بود. سمپدرو در سن ۲۵ سالگی (۲۳ اوت ۱۹۶۸) پس از حادثه در هنگام شیرجه از گردن به پایین فلج گردید و برای حق مردن خود به وسیله کمک به خودکشی در ۲۹ سال بعد از آن حادثه مبارزه کرد.

## تقاضا برای خودکشی
در جوانی او از روی صخره‌ها در نزدیکی محل زندگی خود در روستایی در اسپانیا به دریا پرید که به دلیل اشتباه در محاسبه عمق آب با سر به زمین فرود آمد و دچار قطع نخاع و فلج کامل چهار دست و پا گردید.
سمپدرو در دادگاه‌های اسپانیا و حتی کمیسیون اروپایی حقوق بشر در استراسبورگ برای حق پایان دادن به زندگی خود مبارزه کرد.
استدلال وی بر این واقعیت بود که او از تصمیم خود برای مردن مطمئن است. اما با توجه به فلج کامل او از لحاظ جسمی قادر به ارتکاب خودکشی بدون کمک نبود. او استدلال کرد که خودکشی یک حق است که از او سلب گردیده است. او تقاضای خود در رابطه با دریافت کمک برای پایان دادن به زندگی را برای اولین بار در دادگاه‌های اسپانیا مطرح نمود که به طور گسترده‌ای مورد توجه مردم قرار گرفت.

## مرگ و پس از آن
سمپدرو در روز دوشنبه ۱۲ ژانویه ۱۹۹۸ در برو اسپانیا در اثر مسمومیت با پتاسیم سیانید (سیانور) در گذشت. چند روز بعد رامونا مانیرو از دوستان نزدیک وی به ظن همدستی در این خودکشی دستگیر گردید. سمپدرو مواد لازم برای خودکشی را به قسمتهای کوچکی تقسیم نموده بود و از طریق افراد متفاوتی آنها را جمع‌آوری نموده بود تا هیچ‌کدام از آن افراد به دلیل میزان مشارکت ناچیز خود در مرگ وی مقصر شناخته نشوند. مانیرو به دلیل فقدان شواهد کافی آزاد گردید و هیچ شخص دیگری بابت مرگ سمپدرو مورد تحقیق و پیگیری قضایی قرار نگرفت.
هفت سال پس از اتمام مهلت قانون مرور زمان مانیرو در یک برنامه تلویزیونی تأیید نمود که نوشیدنی حاوی سیانور را به همراه نی در اختیار سمپدرو قرار داده است. او گفت: «من این کار را از روی عشق انجام دادم.» او همچنین گفت که او دوربینی که لحظات خودکشی سمپدرو را ضبط نموده است روشن نموده تا آخرین صحبتهای سمپدرو ضبط گردد و در آن زمان وی در اتاق و پشت دوربین حضور داشته است.
سمپدرو نامه‌ای سرگشاده به قضات و جامعه در مورد حق مرگ از خود باقی گذاشت و باعث آشفتگی اخلاقی در جامعه گردید.

## دریای درون
داستان زندگی و مرگ رامون سمپدرو در فیلم دریای درون (۲۰۰۴) توسط خاویر باردم به تصویر کشیده شده است. این فیلم برنده بهترین فیلم خارجی زبان در ۷۷ سالگی جوایز اسکار شد. این فیلم به زبان فارسی دوبله و از سیمای ایران پخش گردیده است.
سمپدرو قبل از مرگ کتابی با عنوان Cartas desde el infierno (نامه‌هایی از جهنم) نوشت. این کتاب به زبان اسپانیایی بوده و شامل مجموعه‌ای از اشعار و مطالب کوتاه و زندگی از دیدگاه سمپدرو می‌باشد.